# L'allegra apocalisse
L'allegra apocalisse (titolo originale Maailman paras kylä) è un romanzo umoristico dello scrittore finlandese Arto Paasilinna. Il romanzo è stato pubblicato in originale nel 1992 a Helsinki per conto della casa editrice WSOY, ed in Italia da Iperborea nel 2010.

## Trama
Il vecchio Asser Toropainen, con un passato da feroce ateo comunista bruciachiese, sta per mollare gli ormeggi dalla vita, e decide di liberarsi di qualche peso. Prima di morire incarica il nipote Eemeli di farsi curatore di una fondazione funeraria a suo nome, a cui acclude un ricco lascito in beni e terre con il compito di costruire un solenne tempio di legno, una chiesa. Eemeli accetta malgrado qualche perplessità, anche perché il fallimento della sua piccola azienda di costruzioni rustiche non lo ha lasciato in buone acque, e comunque il nonno non gli lascia il tempo per ripensamenti, morendo subito dopo il loro colloquio. Trovato il posto adatto in uno dei vasti appezzamenti di cui la fondazione è proprietaria, vicino ad un lago nella provincia di Sotkamo, ed ottenuto un primo beneplacito dalle autorità locali (non senza l'aiuto di una discreta dose di alcolici), i lavori partono.
L'ambiente è splendido, la materia prima non manca, non sarà certo qualche piccolo inconveniente come la revoca della licenza edilizia a mettere in difficoltà un Toropainen. Pare infatti che costruire una chiesa sia più complicato del previsto, ed i permessi richiesti per "costruzione agricola di grandi dimensioni" non risultano sufficienti. Ma l'opera non si ferma, e quando la forza pubblica si presenta per bloccare i lavori, si trova di fronte l'ostinata resistenza dei costruttori, e deve ripiegare. La cosa porta risonanza, e si fa avanti un gruppetto di temprati militanti ambientalisti, quanto mai opportuni per respingere i nuovi tentativi di blocco da parte di autorità civili ed ecclesiastiche. La chiesa così può essere completata, con tanto di arredi ed una solenne campana, ed intorno comincia a nascere una piccola comunità. Procurarsi un organo risulta meno facile, ed obbliga Eemeli ad un viaggio in Danimarca che si rivelerà infausto, avendo come conseguenza un soggiorno obbligato di tre anni presso il carcere locale. Finalmente uscito, dovrà rimettere a posto parecchie cose alla fondazione, perché il mondo sta andando decisamente a catafascio. E quando scoppia la terza guerra mondiale, almeno in quest'angolo di Finlandia la speranza per il domani potrà trovare radici abbastanza solide. Se poi arriva addirittura l'apocalisse, in forma di cometa, non è detto che sia poi questo gran problema, anzi.

## Personaggi
- Eemeli Toropainen. Imprenditore edile sfortunato, con la fondazione funeraria del nonno ha un'altra opportunità per dimostrare le sue capacità organizzative, fa nascere una comunità che saprà guidare in modo capace.
- Severi Horttanainen. Valente maestro d'ascia che non si tira mai indietro, saprà farsi valere anche all'organo, meno sul trampolino, come spia però gli va davvero male.
- Taneli Heikura. Inizia da giovane apprendista nel cantiere della chiesa, diventerà la prima recluta della milizia della fondazione, che poi comanderà.
- Sulo Naukkarinen. Il suo primo incontro con la chiesa della fondazione non è dei migliori, ma alla seconda occasione andrà molto meglio.
- Tuirevi Hillikainen. Cappellano militare in cerca di una parrocchia stabile, viene assunta per l'indubbia capacità oratoria e la decisa presenza fisica, doti che saprà far valere in ogni occasione utile.

## Edizioni italiane
- Arto Paasilinna, L'allegra apocalisse, traduzione di Nicola Rainò, Milano, Iperborea, 2010  [1992],  p. 315, ISBN 978-88-7091-189-3.